# NGC 315
NGC 315 es una galaxia elíptica de la constelación de Piscis.
Fue descubierta el 11 de septiembre de 1784 por el astrónomo William Herschel.